# Malbouffe

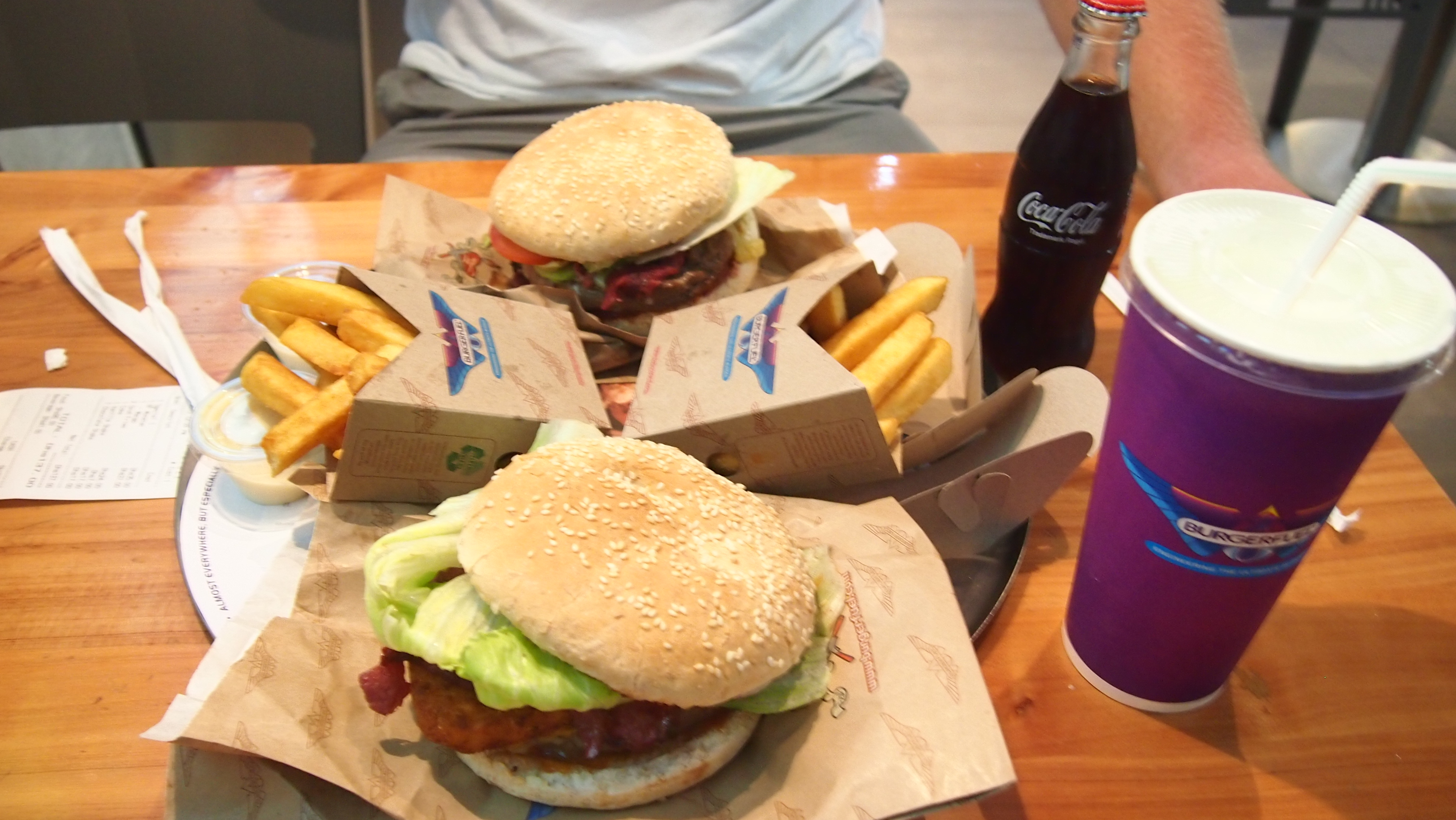
Hamburgers, frites et sodas.

La malbouffe, ou le terme anglais junk food parfois utilisé, désigne par dérision ou réprobation une nourriture et un régime alimentaire jugés néfastes sur le plan diététique, en raison notamment d'une haute teneur en énergie — principalement des calories vides, dues aux graisses et au sucre, et d'une faible valeur nutritive. La nourriture de fast-food, les snacks (frites, chips, biscuits) et sodas en sont des archétypes. Une telle alimentation peut favoriser l'obésité, le diabète, les maladies cardiovasculaires, certains cancers, des dépressions, etc.,
Certains appellent aussi malbouffe la consommation de préparations alimentaires qui ont tendance à employer dans leur composition toujours plus d'additifs (stabilisants, épaississants, raffermissant, agent de texture, agent de charge, agent de rétention d'eau, exhausteurs de goûts, arômes, etc.) et toujours moins de produits de base. Une partie de la recette peut ainsi être dénuée de toute valeur nutritive, mais la préparation aura un aspect attractif. La surconsommation de la malbouffe peut entraîner la malnutrition.

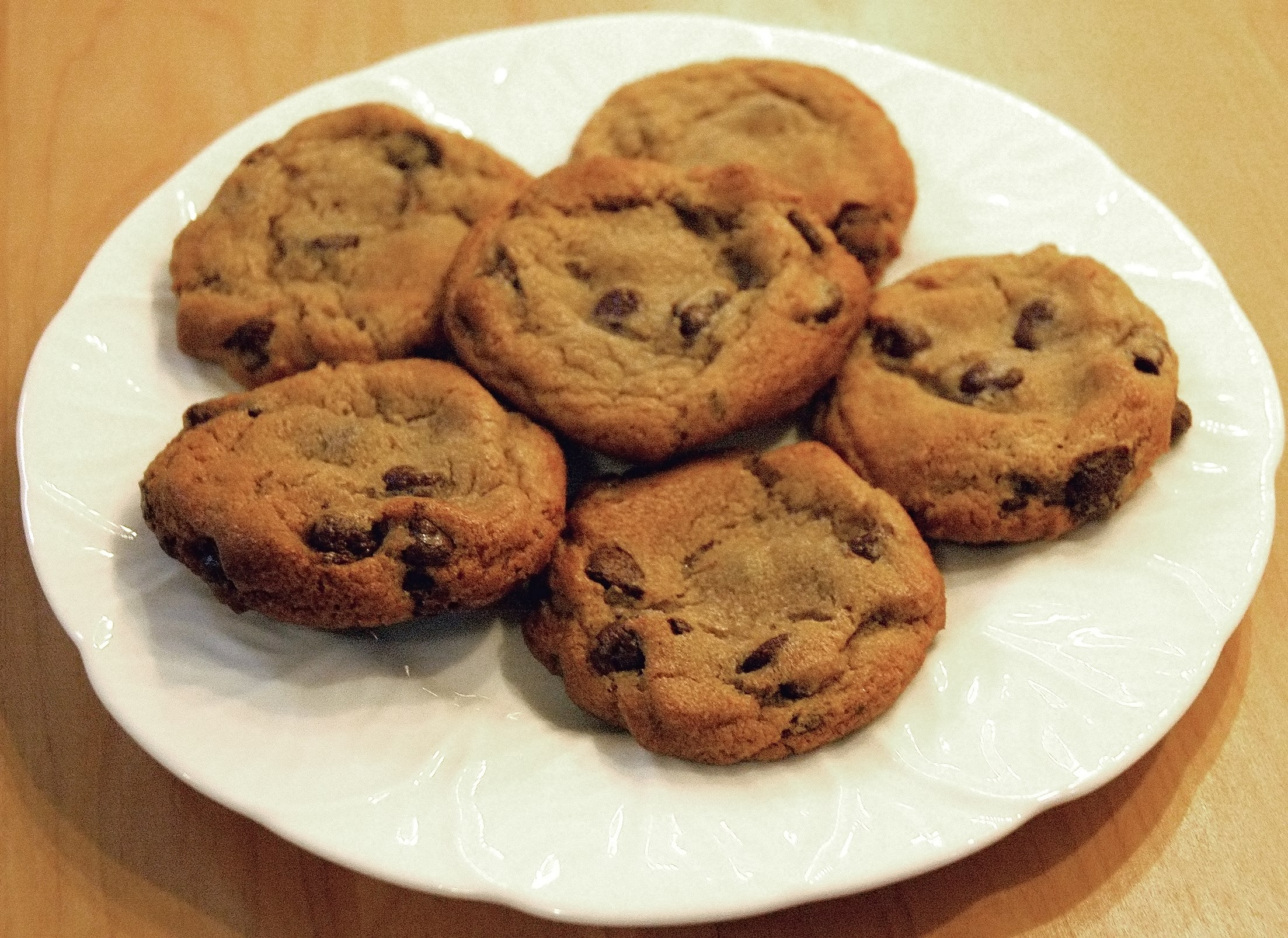
Des biscuits.

La définition du terme malbouffe a été étendue à une critique plus globale dénonçant un modèle productiviste et la société de consommation.
En 2017, la malbouffe provoquait 11 millions de morts dans le monde. Elle est en 2019 la première cause de mortalité dans le monde.

## Origine du terme
Le néologisme malbouffe est formé « dans les années 1970 par Stella et Joël de Rosnay pour désigner l’alimentation trop riche, trop raffinée et promouvoir une alimentation saine proche d’un végétarisme revisité par les sciences nutritionnelles ». Ce terme est formé par concaténation de l'adverbe "mal" et du substantif "bouffe", ce que la grammaire du français ne permet généralement pas puisque ce sont les adjectifs qui qualifient les noms.

## Dangers de la malbouffe

### Augmentation du risque de dépression
Le risque de dépression a été corroboré par une étude espagnole de janvier 2011 qui a porté sur 12 059 personnes et a analysé leur alimentation durant six ans : les résultats suggèrent un risque de dépression « 48 % plus élevé » pour les sujets ayant consommé des graisses saturées par rapport aux sujets se nourrissant d'une autre manière.

### Effets suspectés sur le cerveau
Un lien a été constaté entre l'obésité, les maladies cardiaques et l'inflammation du cerveau chez la souris mâle et non chez la femelle. Après avoir exploré ce phénomène, des chercheurs ont publié une étude (en 2014 dans la revue scientifique américaine Cell Reports spécialisée dans la biologie cellulaire), concluant que chez des souris de laboratoire des deux sexes ayant subi un régime riche en matières grasses tel que décrit par le vocable malbouffe (« Junk food » dans l'article), les cerveaux des souris mâles sont effectivement devenus nettement plus sensibles aux lésions inflammatoires que ceux des souris femelles. Les auteurs estiment que les œstrogènes spontanément produits par les femelles auraient un effet protecteur. En outre, les souris mâles exposées à ce régime alimentaire étaient plus enclines à l'intolérance au glucose et à des altérations de la fonction cardiaque. Cela laisse craindre que des effets similaires soient possibles chez l'humain. Cette étude pointe la responsabilité des acides palmitiques comme cause de l'inflammation cérébrale chez les mâles, mais il a aussi été montré qu'un régime riche en sucre peut causer une inflammation de l'hypothalamus chez le rat de laboratoire.
Une étude réalisée en 2008 par l'Institut de recherche Scripps sur des rats suggère que la consommation de malbouffe modifie l'activité cérébrale d'une manière similaire aux drogues addictives comme la cocaïne et l'héroïne. Après plusieurs semaines avec accès illimité à de la malbouffe, les centres de plaisir des cerveaux des rat sont devenus désensibilisés, nécessitant plus de nourriture pour le même plaisir ; après que la malbouffe a été remplacée par une alimentation saine, les rats se sont affamés pendant deux semaines plutôt que de manger des aliments sains,.
Une étude américaine sur des écoliers entre 10 et 14 ans publiée en décembre 2014 met en évidence un lien entre consommation de malbouffe et résultats scolaires.
Une étude iranienne publiée en mai 2014 montre un lien entre la consommation de malbouffe et la santé mentale des enfants et adolescents iraniens : les étudiants qui consommaient quotidiennement des boissons sucrées, de la nourriture de fast food ou des snacks salés avaient davantage de risques d'avoir une faible estime d'eux-mêmes, d'être agressifs, anxieux, insomniaques et désorientés.
Une étude sur des rats montre que la malbouffe réduit leur capacité de mémorisation. L'explication serait une baisse de la sécrétion d'acétylcholine. Cette baisse est une caractéristique de la maladie d'Alzheimer. L'acétylcholine joue un rôle capital dans le bon fonctionnement de l'hippocampe, qui est une zone du cerveau notamment responsable de la mémoire et de l'apprentissage. Les rats ayant consommé de la malbouffe pendant l'enfance et l'adolescence ont des dommages irréversibles : une alimentation saine n'est pas suffisante à les réparer. Une étude sur les souris montre également un déclin cognitif. Une étude menée avec 110 étudiants montre qu'en une semaine seulement de malbouffe les résultats aux tests de mémoire sont moins bons. L'étude suggère un lien entre malbouffe et mauvais fonctionnement de l’hippocampe.

## Lutte contre la malbouffe
Pour s’assurer qu’un changement dans les habitudes alimentaires soit mis de l’avant dès le jeune âge des enfants, le ministère de la Santé et de la prévention (France) a sous-prescrit la diversification de l'alimentation (manger plus équilibré).
Au Canada, des forums régionaux et des forums de générations ont travaillé à offrir des recommandations au gouvernement pour promouvoir la santé chez les jeunes. L’Assemblée générale des Nations unies a proclamé la période 2016-2025 « décennie d’action des Nations unies pour la nutrition ». Cela représente une occasion exceptionnelle de lutter contre la malnutrition sous toutes ses formes. Le gouvernement vise à mettre en place des systèmes alimentaires durables et résilients favorisant une alimentation saine, tout en faisant en sorte que les politiques commerciales et d’investissement améliorent la nutrition. Au sein des familles, les parents qui demandent aux enfants de participer aux activités culinaires et à la préparation des repas favoriseraient la consommation de fruits et légumes chez les adolescents. Ainsi, plus il y a d’aliments jugés « santé » au sein du foyer familial, plus les adolescents font preuve de saines habitudes de consommation. De même, les établissements scolaires jouent aussi un rôle dans l’alimentation des jeunes étant donné que nombre d’entre eux s’alimentent à la cafétéria. Bien que la majeure partie des aliments disponibles soient bénéfiques pour la santé, il est recommandé aux jeunes d'apporter leur déjeuner à l'école plutôt que d'acheter un repas à la cafétéria, mais aussi de procéder à des échanges de nourritures et du partage de goûts, ce qui permettrait de renforcer les bonnes habitudes alimentaires entre eux. En outre, différents partenariats et ententes ont été établis ; des organismes non gouvernementaux ont vu le jour, comme le programme gouvernemental Kino-Québec, la Route verte, le programme éducatif en service de garde, l’approche École en santé ou encore les services intégrés en périnatalité pour la petite enfance. Ces derniers agissent dans l’objectif de promouvoir de saines habitudes alimentaires, mais aussi au niveau du bien-être des individus. Plus récemment, d’autres mesures sont venues enrichir la portée des premières initiatives mentionnées ci-dessus, comme l’encouragement au sport et aux activités physiques. Par exemple, on peut noter l’apparition de la journée nationale du sport et de l’activité physique ainsi que le programme gouvernemental de promotion de saines habitudes de vie « Vas-y, fais-le pour toi! ». Pour s’assurer qu’un changement dans les habitudes alimentaires soit mis de l’avant dès le jeune âge des enfants, le ministère de la Santé a sous-prescrit des forums régionaux et des forums de générations qui ont travaillé à offrir des recommandations au gouvernement pour promouvoir la santé chez les jeunes. Ce rapport, intitulé L’amélioration des saines habitudes de vie chez les jeunes, vise à offrir aux jeunes des centres de la petite enfance, des garderies privées et des écoles un accès à une alimentation saine à prix abordables, ainsi que de permettre aux jeunes de grandir dans des environnements favorisant la pratique d’activités physiques. Toutes ces actions représentent des contributions importantes du gouvernement pour améliorer le développement de saines habitudes de vie de la population québécoise. On peut même observer que les médias ont changé pour le mieux, promouvant des aliments sains plutôt que de la malbouffe. La diffusion d’information et les diffuseurs publicitaires y trouvent leur compte, puisqu’avec des préoccupations croissantes concernant le masse corporelle, de nombreux produits, services et moyens amaigrissants sont fortement plébiscités. En effet, les médias misent sur la promotion de nouveaux produits fraichement sortis des industries. Par conséquent, on observe un rapprochement croissant entre la population et les médias, notamment en raison de la valorisation des nouveaux produits alimentaires, qui incitent fortement les individus à les adopter. Enfin, on observe que la politique-cadre pour une alimentation saine et un mode de vie actif (2007) a incité les écoles à adopter des menus plus sains dans leurs cafétérias. Elle a ainsi contribué à la baisse du taux d’obésité infantile. 

## Opposants à la malbouffe

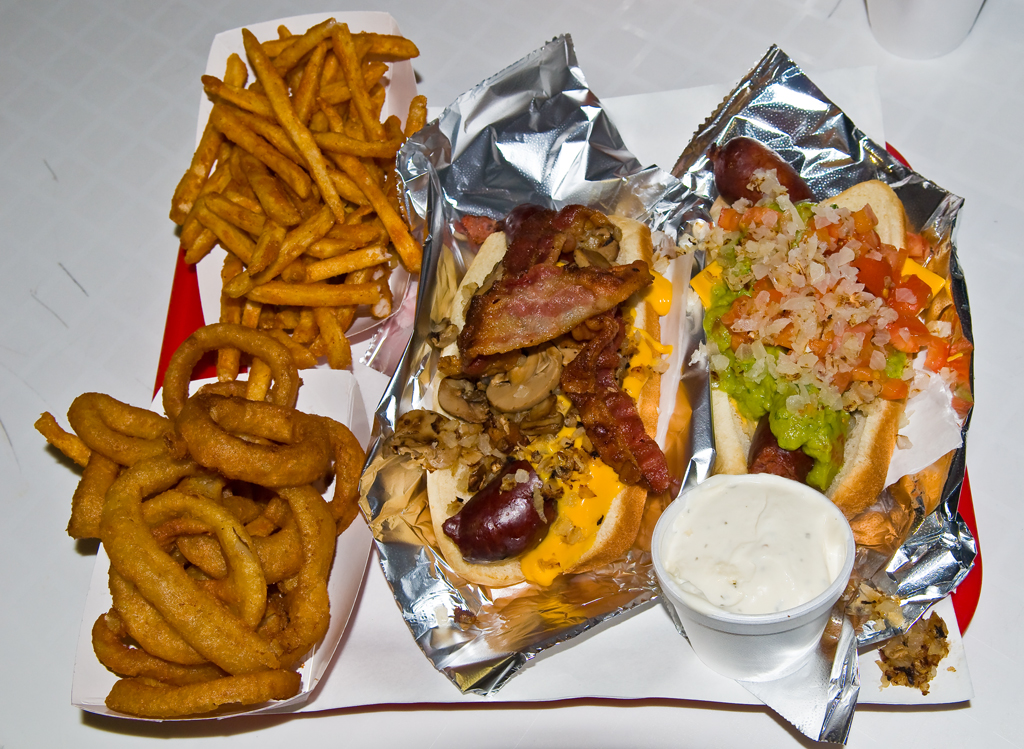
Un repas d'un fast food américain

Le nutri-score a pour objectif de diminuer la consommation de malbouffe.

Un des opposants déclaré à la malbouffe le plus marquant est l'altermondialiste député européen José Bové, ancien porte-parole du troisième syndicat agricole français : Confédération paysanne. Celui-ci tire sa légitimité de son activité d'éleveur de brebis sur le Causse du Larzac mais surtout de ses actions militantes mettant l'accent sur l'importance de l'autosuffisance alimentaire et la préservation de l'environnement. Pour les filières d'exploitations agricoles spécialisées dans l'élevage bovin ayant adopté le système intensif comme moyen de production et fournisseurs des chaînes de restauration rapide (fastfood), cette légitimité est mise en doute.
À la suite de Jamie Oliver, des chefs cuisiniers français médiatisés comme Cyril Lignac ont décidé depuis les années 1990 de réagir et de faire de l'éducation culinaire et de l'éducation au goût dans les écoles : la Semaine du Goût a été créée en France.
Des agriculteurs, des associations et mouvements de consommateurs et des diététiciens sont également en première ligne, notamment pour veiller à l'alimentation des jeunes et faire évoluer la publicité et la législation française.
Autres opposants publics à la malbouffe, mais moins médiatisés, les mouvements pour la promotion des bons produits, du goût et du patrimoine culinaire, tel le mouvement « slow food », qui a pris naissance en Italie.
La promotion de l'alimentation traditionnelle au Kenya, inscrite au patrimoine culturel immatériel par l'UNESCO en 2015, se constitue de projets dont le but est de lutter contre la malbouffe,.

## Filmographie
- La Grande Bouffe, film de 1973 montrant les rapports complexes de l'Homme à la nourriture.
- L'Événement le plus important depuis que l'homme a marché sur la Lune (1973), film français de Jacques Demy dans lequel le personnage de Marcello Mastroianni se retrouve « enceint » par le fait d'une surconsommation de poulet aux hormones[35].
- L'Aile ou la Cuisse, film français de 1976 où le personnage Jacques Tricatel est une caricature transparente de l'homme d'affaires de la malbouffe Jacques Borel.
- Grosse fatigue, de 1993, contient une tirade sur la « bouffe préchiée » déclamée par l'acteur Philippe Noiret.
- Super Size Me, film documentaire réalisé en 2004 par Morgan Spurlock.
- Fast Food Nation sorti en 2006, de Richard Linklater, adapté du livre éponyme sur la restauration rapide.
- Alerte dans nos assiettes, film documentaire de 2008 par Philippe Borrel.
- Nos enfants nous accuseront, documentaire réalisé en 2008 de Jean-Paul Jaud.
- République de la malbouffe, documentaire sorti en 2011 de Jacques Goldstein.
- La Santé dans l'assiette, documentaire sorti en 2013 qui examine le rapport entre alimentation et santé ainsi que l'hypothèse selon laquelle le renoncement aux produits d'origine animale et industriellement transformés permettrait de soigner — voire guérir, la quasi-totalité des « maladies de société ».
- Fed Up (en), documentaire sorti en 2014, réalisé par Stephanie Soechtig sur le problème récent de l'obésité aux États-Unis et l'attitude des grandes compagnies agro-alimentaires face à ce problème.
- That Sugar Film (en), film documentaire (Sugarland en français, 2018) de 2014 sur les sucres cachés dans les aliments et leur effet sur la santé.
- La grande malbouffe, documentaire français sorti en 2020 et réalisé par Martin Blanchard et Maud Gangler, décrivant les pratiques de l'industrie agroalimentaire par le fil conducteur du cordon-bleu[36],[37],[38].
- Thierry de Lestrade et Sylvie Gilman, « Un monde obèse », documentaire 88 min, sur arte.tv, 2020 (consulté le 30 juin 2024)